# بارداری پوچ
بارداری پوچ، تخم پوچ یا تخمک پژمرده زمانی رخ می‌دهد که جفت به تنهایی و بدون جنین رشد می‌کند. بعضی از مواردِ سقط در سه ماههٔ اول، در واقع بارداری پوچ هستند اما به‌دلیل علائمی مشابه به عنوان بارداری و سقط قلمداد می‌شوند. در صورت عدم سقط خود بخودی، اقدام به عمل جراحی یا درمان دارویی از طریق پزشک می‌شود.

## علائم
علائم تشخیصی بارداری پوچ از طریق سونوگرافی عبارتند از:
- عدم وجود جنین در ساک حاملگی توسط سونوگرافی شکمی و واژینال.
- عدم وجود کیسه ناف در ساک حاملگی.
- نمای ساک حاملگی نامنظم یا دفرمه باشد.

## علت
اختلال در تعداد و شکل کروموزوم‌هایی که باید به جنین تبدیل شوند باعث ایجاد اشکال در سلول تخم شده و در نهایت ساک جنینی ایجاد می‌شود اما فاقد قطب جنین یا کیسه نافاست.